# アヴェロワーニュの媾曳
『アヴェロワーニュの媾曳』（アヴェロワーニュのあいびき、原題：英: A Rendezvous in Averoigne）は、アメリカ合衆国のホラー小説家クラーク・アシュトン・スミスによる短編小説。『ウィアード・テールズ』1933年3月号に掲載された。
アヴェロワーニュ年代記の一編。ロマンス要素が色濃い。中世の吸血鬼譚。時系列は『イルゥルニュ城の巨像』（西暦1281年）と『アヴェロワーニュの獣』（西暦1369年）の間とみられ、さらに妖術師が生きていたのは200年以上前（何百年も前、とも）、『怪物像をつくる者』は西暦1138年（ヴィヨンヌ大聖堂が完成した年）ということがわかっている。
1988年にアーカムハウスから刊行されたスミスの短編集『A Rendezvous in Averoigne』の表題作となった。

## あらすじ
中世のアヴェロワーニュの森は、人狼や小鬼、妖精や魔物や吸血鬼が出没すると恐れられていた。森に住むデュ・マリンボワ夫妻は、妖術で悪名をとどろかせ、聖別されることなく葬られる。森のどこかにあるという彼らの墓には、身の毛もよだつ噂が立ち、200年以上の歳月が経過する。
吟遊詩人ジェラールは、聖堂都市ヴィヨンヌを訪れ、フルレット・コシャンという娘と出会い、恋仲となる。フルレットの父親が不在の機を見計らって、2人は森で媾曳をする計画を立てる。段取りとしては、使用人2人がお嬢様を連れてきて、ジェラールとフルレットは巨大な樫の古木の下で落ち合い、媾曳の最中は使用人は気を利かせて退散する予定となる。森の不吉な噂について、もちろんジェラール達も知っていたが、さすがに日中は大丈夫であろうと甘く考えていた。
ジェラールは護身用に、森の毒蛇対策に有効と迷信されていた「長い四手の棒」を携えて、約束の場所に向かう。道中、ごろつき3人が1人の女性を取り囲んでいる光景に出くわす。ジェラールは割り込んで、狼藉者たちを追い払おうとするが、棒は空を切り、男たちも女も姿を消す。亡霊か魔物にたぶらかされたことを理解したジェラールであったが、気づいたときには道すら変わっていた。湖岸には城がそびえ、ジェラールは妖術の源と確信して遠ざかろうとするも、森の迷路をさまよった末に城に戻って来るという体験を三度くり返す。意を決したジェラールは、警戒しつつ、城に足を進める。
ジェラールは城主であるデュ・マリンボワに迎え入れられ、食堂でフルレットたち3人と再会する。ジェラールはまた、城主夫人アガトが、森で見かけた女と同じであることに気づく。城の召使たちが部屋を出入りして、料理を運んでいるが、尋常でないほど動きが速やかで、なぜか顔を見定めることができない。ジェラールはようやく、邪悪な妖術師デュ・マリンボワ夫妻の噂をようやく思い出し、妖術で記憶を麻痺させられていたことを察する。食事会は、誰も一言も喋らない、陰気で不気味なものであった。
一行の寝室は男女別に分けられ、男部屋のジェラールと下男ラウールは、自分たちが妖術に囚われた状況を整理し、1人を見張り役にしてもう1人が交代で眠ることにする。護身用の武器は、短剣と、四手の棒の先端を削って尖らせた槍があるのみ。しかし見張りの甲斐なく、眠気と麻痺に襲われて意識を失い、ジェラールが目覚めたときラウールが蒼ざめ衰弱していた。ジェラールはラウールの喉に小さな赤い傷を見つけ、吸血鬼の仕業を疑う。ジェラールがフルレット達の部屋に行くと、下女アンジェリクも衰弱し同様の傷を負っていた。
だが、栄養を得て満腹となった吸血鬼夫妻が今は眠っているはずと確信したジェラールは、その隙を好機とみなし、行動を起こす。ジェラールは衰弱したラウールを立たせて共に城内を調べ、この城は幻影だろうと考える。2人はある部屋で「大理石の墓」を見つけ、力を合わせて墓を覆う平石をどかす。中には、デュ・マリンボワ夫妻が眠る一組の棺があった。ジェラールは棒の槍を、デュ・マリンボウと奥方の胸に突き立てると、吸血鬼夫妻の体は崩れ果てる。すると城は消え去り、4人は森の中の墓のそばにいた。

## 主な登場人物
- ジェラール・ド・ロートンヌ - 宮廷恋愛を歌う吟遊詩人で、森の地主であるラ・フレネ城の食客となっている。
- フルレット・コシャン - 裕福な織物商の娘。ジェラールの恋人。無鉄砲なお嬢様で、森の迷信など怖くないと言う。
- アンジェリク - コシャン家に仕える下女。森の迷信を信じ込み、恐れている。
- ラウール - コシャン家に仕える下男。森の迷信を信じ込み、恐れている。
- ユーグ・デュ・マリンボワ - 200年以上前に死んだ、悪名高い妖術師。城主である長身の青白い男も、同じ名を名乗る。
- アガト夫人 - 城主の夫人。妖精じみた美しさ、死人のような青白さ、血のような赤い唇を持つ。

## 収録
- 『アヴェロワーニュ妖魅浪漫譚』創元推理文庫、大瀧啓裕訳